# Nationale Orde van Onafhankelijkheid
Het Koninkrijk Cambodja kent een groot aantal ridderorden en onderscheidingen. Een daarvan is de op 17 november 1963 ingestelde Nationale Orde van Onafhankelijkheid. Na het herstel van de Cambodjaanse monarchie in 1994 werd het systeem van Ridderorden aangepast en uitgebreid. De door koning Sihanouk aangehouden Nationale Orde van Onafhankelijkheid kent vijf graden.

## Graden
De graden van de Nationale Orde van Onafhankelijkheid zijn:
- Grote Ordeketen. Deze keten wordt alleen aan staatshoofden toegekend en komt in rang vóór het Grootkruis van de veel oudere Koninklijke Orde van Cambodja.
- Maha Siri Yudha (Grootkruis)
- Siri Yudha (Grootofficier)
- Commandeur
- Officier
- Ridder

Het kleinood van de orde is een ovale ster met acht punten. Daarop is een medaillon met een Khmer-tempel gelegd.